# Confident royal
Pour plus de détails, voir Fiche technique et Distribution.
Confident royal ou Victoria et Abdul au Québec (Victoria and Abdul) est un film britanniquo-américano-chinois réalisé par Stephen Frears et sorti en 2017. Ce film biographique s'inspire librement de la relation entre la Reine Victoria et son serviteur indien Mohammed Abdul Karim, auquel elle accordera de nombreux honneurs au grand dam des membres de la cour.
Dans la presse, le film reçoit un accueil varié. Les critiques saluent unanimement le talent de Judi Dench, qui incarne la reine Victoria, et apprécient le soin accordé à la mise en scène. Le scénario suscite en revanche des réactions plus mitigées, une partie des critiques l'appréciant comme une ode à la tolérance tandis que d'autres jugent problématiques les écarts pris par rapport à la réalité historique, allant jusqu'à reprocher au film de perpétuer des stéréotypes orientalistes ou plus généralement colonialistes.

## Synopsis
À la fin de son règne, lors du jubilé d'or de 1887, on découvre la reine ennuyée par l'obséquiosité servile de son entourage. Sur le plan affectif, elle est seule depuis la mort de son mari, Albert de Saxe-Cobourg-Gotha, trente ans plus tôt, et la scène introductive du banquet souligne cette solitude : les convives n'y paraissent que comme des pantins sans partager aucun sentiment ni propos avec la Reine. Lors de ce banquet, un seul invité se distingue : un des deux Indiens dépêchés par les autorités coloniales depuis la cité d'Agra pour présenter un mohur (pièce d'or commémorative, frappée originellement par l'Empire moghol). Les deux hommes sont tenus par le protocole de ne jamais dévisager la Reine lorsqu'ils la joueront devant elle, et de se retirer le dos courbé à reculons tout le long du hall. Toutefois l'un d'eux, Abdul Karim, ne respecte pas cette règle et lance à la Reine un regard appuyé. Mais cette dernière le trouva beau (« handsome »), et elle le dira plus tard à son majordome. Par la suite, elle réclame à nouveau sa présence, à la stupéfaction des valets.
De ce premier contact s'ensuit l'échange de plus en plus appuyé entre la Reine et son serviteur indien, qui se retrouve, malgré les avis contraires de l'entourage de la maison royale, promu « Munshi (en) », ce qui est un peu comme un « sage musulman ». Abdul apparaît alors un peu comme un précepteur religieux pour celle qui est la gardienne de l'Église anglicane. Par la suite, il sera même gratifié d'un titre honorifique envié. Devenu membre de la cour royale, il accompagne la Reine lors d'un voyage à Florence où elle invite Puccini pour un tour de chant. Grâce à Abdul, elle reprend goût à la vie et commence à apprendre l'ourdou à l'écrit comme à l'oral. Confrontés à l'importance prise par le nouveau venu auprès de la Reine, tous les membres de la Cour, du personnel ancillaire au Premier Ministre, se trouvent réduits à coller l’œil sur la serrure et à écouter aux portes pour tenter d'avoir une idée des conversations de Victoria et d'Abdul.
L'action se déroule dans différentes résidences de la dynastie Windsor, le palais de Buckingham et Balmoral en Écosse (déjà présents dans The Queen), ainsi qu'un cottage qui se trouve sur une île. Mais elle se déroule essentiellement à Osborne House, résidence royale d'été sur l'île de Wight, et cela jusqu'au dénouement du film avec le décès de la souveraine.

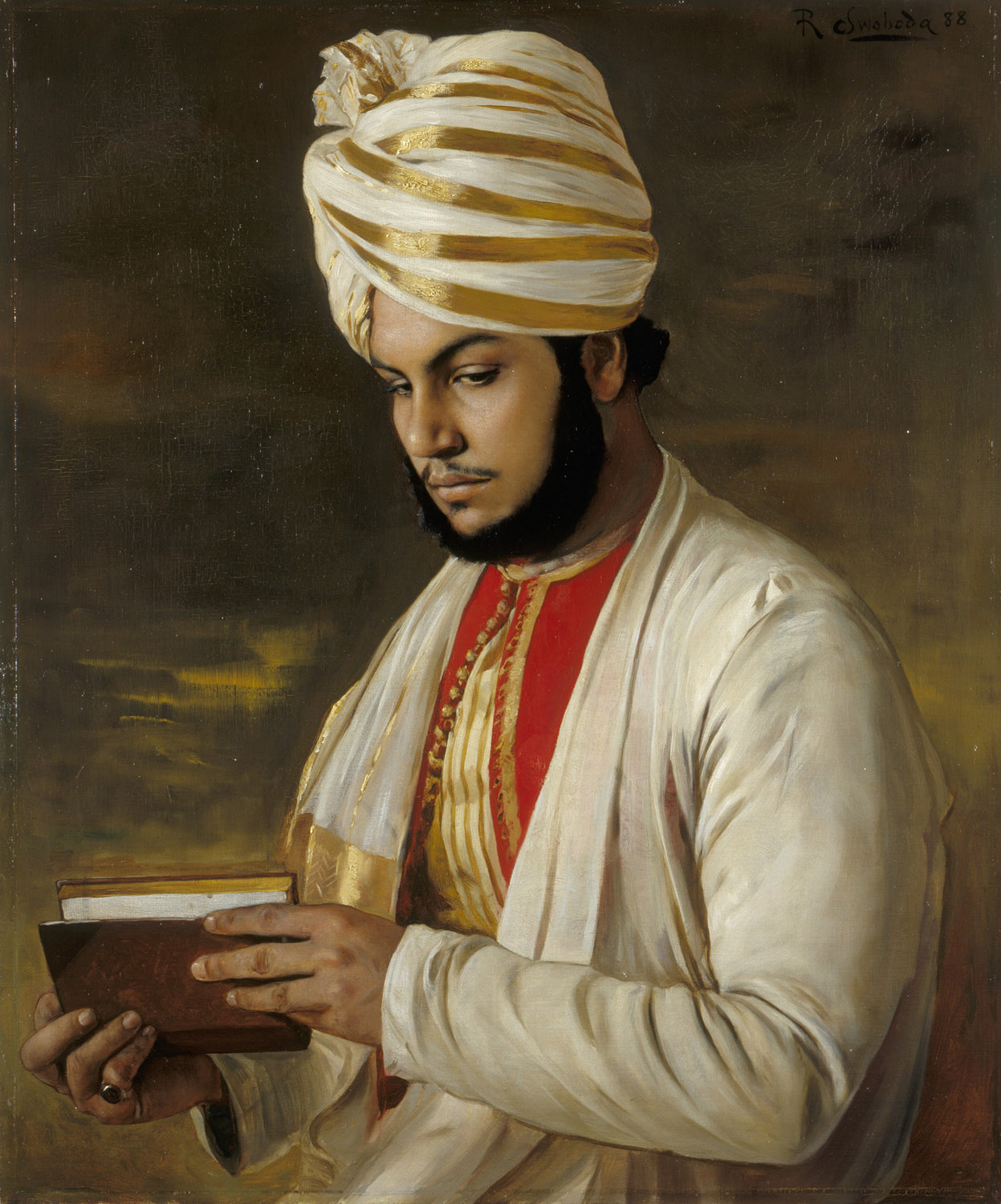
Le Munshi, peinture de 1888 sous le règne de la Reine Victoria.

Abdul parle à la Reine de l'Inde, qu'elle ne pourra jamais voir malgré son titre d'Impératrice des Indes par crainte d'attentat sur sa personne, et des merveilles de ce pays, dont le mythique trône du Paon sur lequel était enchâssé l'exceptionnel diamant Koh-i Nor. Victoria lui révèle alors que ce diamant est en sa possession depuis 1850. À l'occasion de son Jubilé de diamant, en 1896, la Reine demanda pour une annexe de Osborne House une décoration inspirée par l'Inde et le Raj britannique ; elle fera même reproduire le trône d'apparat du Paon pour son propre usage. Le second serviteur indien de sa suite, Mohammed (joué par Adeel Akhtar), est chargé du choix des peintures dans le hall qui mène à cette annexe. Dans ce hall figure en bonne place le portrait peint d'Abdul, commande expresse au peintre orientaliste Rudolf Swoboda.
La Reine s'entiche des plaisirs procurés par la présence d'Abdul, mais les événements lui font prendre conscience de la nocivité de son entourage, rompu aux intrigues de cour, et lui montrent qu'elle ne pourra s'occuper de son protégé alors qu'elle sent ses forces décliner. Une de ces intrigues concerne le rôle joué par les mutins musulmans face aux Anglais lors de la révolte de 1857, dont la révélation à la Reine par les courtisans met en défaut le récit que lui en avait fait Abdul, manquant de provoquer sa disgrâce définitive. Le film montre à différentes reprises l'autorité de la Reine, intacte malgré son âge, et dont l'apothéose est marquée par la convocation dans la salle d'inspiration orientale du trône du Paon de l'ensemble de l'entourage royal entré en sédition. 
Abdul, malgré un ostensible mépris de classe et l'hostilité des plus hauts dignitaires de la cour, s'avérera un conseiller sachant rassurer la Reine jusqu'au seuil du trépas, en 1901. Il rentrera en Inde après la vengeance du fils de Victoria, Bertie, enfin couronné roi d'Angleterre sous la titulature d'Édouard VII à l'âge de 59 ans, et dont un des premiers gestes fut de faire brûler toute trace de la relation entre sa mère et son "Munshi". Abdul survivra huit ans à la Reine Victoria, lui restant indéfectiblement fidèle dans les jardins du Taj Mahal qu'il lui avait décrits comme une merveille du Monde : la scène finale le montre embrassant les pieds de la statue de bronze de la Reine Victoria dans l’État d'Uttar Pradesh en Inde, comme il l'avait fait par dévotion pour la Reine de son vivant.

## Fiche technique
- Titre original : Victoria and Abdul
- Titre français : Confident royal
- Titre québécois : Victoria et Abdul
- Réalisation : Stephen Frears
- Scénario : Lee Hall, d'après le roman Victoria & Abdul de Shrabani Basu
- Photographie : Danny Cohen
- Musique : Thomas Newman
- Montage : Melanie Oliver
- Producteur : Tim Bevan, Eric Fellner, Beeban Kidron et Tracey Seaward
- Sociétés de production : Focus Features, Perfect World Pictures, BBC Film, Working Title Films et Cross Street Films
- Sociétés de distribution : Focus Features (États-Unis), Universal Pictures International (France)
- Pays de production :  Royaume-Uni,  États-Unis,  Chine
- Format : couleur
- Budget : 21 millions de dollars
- Genre : drame biographique et historique
- Durée : 111 minutes
- Dates de sortie :
  - Royaume-Uni : 15 septembre 2017
  - États-Unis : 22 septembre 2017
  - France : 4 octobre 2017

## Distribution
- Judi Dench (VF : Annie Sinigalia ; VQ : Élisabeth Chouvalidzé) : la Reine Victoria
- Ali Fazal (VF : Sonny Thongsamouth ; VQ : Nicolas Charbonneaux-Collombet) : Mohammed Abdul Karim
- Eddie Izzard (VF : Pierre Margot ; VQ : Sylvain Hétu) : Bertie, Prince de Galles
- Tim Pigott-Smith (VF : Michel Ruhl ; VQ : Jean-Luc Montminy) : Sir Henry Ponsonby
- Adeel Akhtar (VF : Asil Rais ; VQ : Manuel Tadros) : Mohammed
- Simon Callow (VF : Olivier Constantin) : Giacomo Puccini
- Michael Gambon (VF : Alain Floret ; VQ : Jean-Marie Moncelet) : Robert Arthur Talbot Gascoyne-Cecil
- Julian Wadham (VF : Michel Prud'homme ; VQ : Alain Zouvi) : Alick Yorke
- Olivia Williams (VF : Anne Rondeleux ; VQ : Manon Arsenault) : Jane Spencer
- Fenella Woolgar (VF : Karin Palmieri ; VQ : Viviane Pacal) : Miss Phipps
- Ruth McCabe (VF : Marie-Madeleine Burguet) : Madame Tuck
- Robin Soans (VF : Gilbert Lévy) : Arthur Bigge
- Paul Higgins (VF : Philippe Siboulet ; VQ : Daniel Picard) : le docteur Reid
- Jonathan Harden : Guillaume II
- Trevor Fox (VF : Richard Leroussel) : le chef

## Distinctions

### Sélection
Victoria & Abdul figure dans la sélection officielle de la Mostra de Venise 2017, hors compétition.

## Accueil

### Accueil critique

#### Au Royaume-Uni
Lors de sa sortie au Royaume-Uni, Confident royal reçoit un bon accueil dans la presse. Le site agrégateur de critiques britannique Rotten Tomatoes confère au film une note de 66 sur 100 sur la base de 193 critiques parues dans la presse anglophone au Royaume-Uni et aux États-Unis. Le résumé critique du site met en avant l'excellente performance de Judi Dench dans le rôle de la reine Victoria, qui compense un scénario parfois inégal.
Parmi les critiques les moins convaincus par le film, Amrou Al-hadi, dans The Independent, reproche au film ses déformations du personnage de la reine Victoria, présentée comme dénuée de tout racisme, et du personnage d'Abdul, figé dans une dévotion permanente envers la reine. Il indique : « Les films dramatiques historiques comme celui-ci sont dangereux. Ils sont présentés comme des divertissements légers : de tonalité douce, relevés d'un zeste de conflit à enjeux mineurs... mais ils sont enracinés dans la poigne sans pitié de l'impérialisme britannique. Des films comme Confident royal cherchent à absoudre notre comportement barbare dans les pays colonisés. »

#### Aux États-Unis
L'accueil réservé au film dans la presse américaine est globalement bon. Les critiques émettent généralement des réserves sur le scénario, tout en estimant que le film présente assez de qualités pour mériter le détour. Le scénario est jugé enlevé et drôle, mais certains critiques lui reprochent les écarts pris avec la réalité au service d'un message de tolérance bien intentionné mais qui entraîne une réécriture de l'histoire aux effets pervers. Ainsi, dans le Chicago Reader, Andrea Gronvall apprécie l'aspect spirituel et divertissant du scénario du film, mais lui reproche que « son attitude envers le jeune homme asiatique qui en est le centre tend à la condescendance, de façon assez surprenante pour un réalisateur dont les films (My Beautiful Laundrette, Dirty Pretty Things) ont alimenté l'effort de la Grande-Bretagne en matière d'inclusivité raciale et ethnique ». Elle juge en effet qu'« Ali Fazal ressemble à un hybride exotique de chiot et de paon ». Dans The Atlantic, Christopher Orr indique que dans la seconde moitié du film, le personnage d'Abdul cesse d'être aussi bien creusé pour devenir moins un personnage qu'une métaphore de la tolérance ; il reproche aussi au film son « portrait de la reine Victoria comme une progressiste antiraciste » qui forme « un whitewashing absurde de l'ère coloniale et du Raj ». Il conclut tout de même que le film vaut d'être vu pour la performance magistrale de Dench en reine Victoria et pour les qualités de réalisation de Frears, mais qu'il ne faut pas le confondre avec l'Histoire réelle.
D'autres critiques portent sur le peu de nuance apporté à certains personnages. Pour Moira MacDonald dans le Seattle Times, le film est « charmant et drôle, mais trop souvent de façon embarrassée, et franchit la limite pour s'aventurer à en faire trop » ; elle reproche en particulier au film son manichéisme dans la description des serviteurs de la reine ennemis d'Abdul, uniformément maléfiques, et le fait qu'on en apprend trop peu sur Abdul lui-même et son évolution au fil des années. Elle estime cependant que la performance remarquable de Judi Dench permet au film de rester intéressant voire émouvant par moments.

#### En France
À sa sortie en France début octobre 2017, Confident royal reçoit un accueil globalement bon dans la presse française. Le site Allociné, consulté le 8 octobre 2017, confère au film une note moyenne de trois étoiles sur cinq, sur la base de 27 critiques parues dans la presse papier et en ligne. 
Parmi les critiques les plus convaincus par le film, Eithne O'Neill, dans la revue de cinéma Positif, apprécie le « portrait jouissif et touchant d'une reine vieillissante » et « l'intrigue habile » du film, puis conclut que « ce long métrage s'inscrit dans l'œuvre de Frears comme une vision de l'humanité ». Dans l'hebdomadaire culturel Télérama, Samuel Douhaire salue « une satire d’autant plus mordante qu’elle se pare des atours romanesques d’une reconstitution historique de luxe ». Dans le journal chrétien La Croix, Jean-Claude Raspiengeas salue la performance de Judi Dench, « impériale pour traduire la solitude de cette reine, prisonnière de sa fonction, et son volontarisme de femme libre et curieuse ». Il apprécie en outre « reconstitution méticuleuse de la pompe, des ors et des mentalités de la Couronne britannique à la fin du XIXe siècle », où le réalisateur « oppose la raideur protocolaire, l’esprit étriqué, la morgue de classe, le mépris permanent de cette cour obtuse et la bienheureuse fraîcheur de cet « étranger » qui apporte un savoir nouveau, d’autres usages, des références inconnues et une culture lointaine à une reine Victoria qui rêve de s’en imprégner », ce qui forme « un hymne à la tolérance, au dialogue, à la liberté ». 
Parmi les critiques mitigées, Vincent Ostria, dans L'Humanité, voit dans le film « un divertissement exotique très anodin, ou l’histoire vue par le petit bout de la lorgnette ». Même reproche de la part de Nicolas Schaller dans L'Obs qui juge que « Ce qu'il avait évité dans The Queen, Stephen Frears s'y vautre avec ce film Point de Vue. Images du monde » et qui va jusqu'à comparer le réalisateur au présentateur de télévision Stéphane Bern. Le critique reconnaît que « le réalisateur anglais entend bien sûr faire écho à l'actualité et à notre propre regard sur l'étranger, musulman de surcroît » mais juge le résultat « gnangnan » et manquant de subtilité, et n'est pas convaincu par la prestation d'Ali Fazal dans le rôle d'Abdul. Dans Le Figaro Magazine, Jean-Christophe Buisson note que Confident royal fait partie des « drames historiques qui se regardent avec plaisir », saluant le jeu de Judi Dench. Il critique toutefois l'anachronisme moral de l'amitié entre la reine et son serviteur musulman : « De ces faits historiques, Stephen Frears a tiré une fadaise idéologique faisant de Victoria une apôtre de l'islam aux Indes, encourageant le port de la burqa et la lecture quotidienne du Coran. […] Face à elle, un fils, des ministres, des conseillers et des domestiques unanime confits dans un racisme primaire, jaloux, envieux, détestables. Amis de la nuance, bonsoir ».

### Box-office
En France, Confident Royal rassemble 72 053 entrées durant sa première semaine d'exploitation.

### Regard critique du réalisateur
Ce film donne également l'opportunité à Stephen Frears d'apporter un regard acerbe sur l'ostracisme des Britanniques contemporains envers la religion musulmane, dans les temps troublés de l'hyperterrorisme.
La confrontation entre le point de vue des deux serviteurs indiens qui découvrent les us et coutumes de la métropole impériale ne manque pas de créer des situations cocasses, réitération cinématographique pleine et entière des Lettres persanes. Ce point de vue évolue ensuite sur un traitement par le réalisateur de l'époque contemporaine et du regard des Anglais sur la religion musulmane, puisque le protagoniste revient à la demande de la Reine avec sa famille et se voit doté d'une maison sur l'île de Wight afin de vivre près d'elle. Les deux femmes qui l'accompagnent sont revêtues d'une burqa intégrale, ce qui ne manque pas de rappeler les crispations actuelles qui traversent l'Occident sur ce sujet. Le réalisateur donne donc un pied de nez croustillant à cette thématique en montrant au public que la Reine Victoria a accueilli en son temps de telles manières, et a imposé d'autorité leur présence à sa cour.

## Contexte du film
Confident royal fut tourné à la suite de la révélation des carnets de Mohammed Abdul Karim par ses descendants en Inde en 2010, qui ont révélé l'influence du Munshi auprès de la reine Victoria dans sa vieillesse. Ces éléments sont rappelés dans le générique de fin du film.
Le prince de Galles y est présenté comme un homme raciste et intolérant ce qui ne correspond pas à la réalité historique. Le prince « Bertie » fut au contraire très populaire dans les colonies et on lui reprocha ses nombreuses amitiés étrangères de son vivant. De nombreux clubs aristocratiques fidèles à la mémoire d'Edouard VII, ont accusé le film de véhiculer des clichés volontairement colonialistes sur les positions personnelles de la famille royale de l'époque de l'Empire britannique. L'opposition du prince au Munshi fut tout comme pour son aversion pour John Brown, motivée pour des raisons aussi bien personnelles que par souci du respect de l'étiquette de cour selon la plupart des historiens qui se penchèrent sur la question.